# 社会主义工人国际
社会主义工人国际（德語：Sozialistische Arbeiter-Internationale，缩写为SAI，缩写为LSI）是一个存在于1923年—1940年的国际政党组织，被认为是社会党国际的前身。

## 历史
1922年，伯尔尼国际、维也纳国际和共产国际三个国际工人政党组织的代表在柏林举行国际社会主义者代表会议，协商建立国际工人阶级统一战线和联合行动问题，由于革命主张和改良主义的对立，以及伯尔尼国际要求共产国际作过多的让步，未能达成协议。1923年5月21日，伯尔尼国际和维也纳国际所属的30个国家的43个政党的426名代表于德国汉堡举行会议，决定将两组织合并为社会主义工人国际。会上通过的章程，宣称该组织是“以社会主义生产方式取代资本主义生产方式为目标的社会主义（社会民主主义）工人党”，其任务是“把处于分散状态的政党联合起来，争取实现国际社会主义运动的完全统一”。章程规定：至少每3年召开1次代表大会，执行委员会由所有参与党的代表组成，再从中选出9人组成执行局。该组织的总部最先设在伦敦；1925年，迁至苏黎世；1935年，迁至布鲁塞尔。该组织的机关刊物为《国际通讯》。该组织建立时各成员党共有628.5万成员，并得到2560万选民支持，后来成员和支持者的数量有所下降。
1939年9月第二次世界大战全面爆发前夕，该组织已经处于瘫痪状态。1940年4月，该组织的执行局在布鲁塞尔召开最后一次会议，任命一个委员会准备草拟“重建欧洲的纲领”，还通过了庆祝五一节宣言，但没有谴责德国纳粹，没有号召各国工人奋起开展反法西斯的斗争。5月17日德军占领布鲁塞尔后，该组织完全停止活动。

## 成员
- 阿根廷 社会党
- 亚美尼亚 亚美尼亚革命联盟
- 奥地利 奥地利社会民主工党
- 奥地利 奥地利共和国捷克斯洛伐克社会民主工党（英语：Czechoslovak Social Democratic Workers Party in the Republic of Austria）
- 比利时 比利时工党
- 英屬圭亞那 圭亚那劳工联盟（英语：Guyana Labour Union）
- 保加利亚 保加利亚社会民主工党（广泛派社会主义者）
- 中国 中国社会民主党（英语：Social Democratic Party of China）
- 捷克斯洛伐克 捷克斯洛伐克社会民主工党
- 捷克斯洛伐克 捷克斯洛伐克共和国德意志族社会民主工党（英语：German Social Democratic Workers' Party in the Czechoslovak Republic）
- 捷克斯洛伐克 匈牙利族-德意志族社会民主党（英语：Hungarian-German Social Democratic Party）
- 捷克斯洛伐克 波兰族社会主义工人党（英语：Polish Socialist Workers Party）
- 捷克斯洛伐克 外喀尔巴阡罗斯社会民主工党（英语：Social Democratic Workers' Party in Subcarpathian Rus'）
- 捷克斯洛伐克 社会主义协会（英语：Socialist Association）
- 丹麦 社会民主联盟
- 爱沙尼亚 爱沙尼亚社会主义工人党（英语：Estonian Socialist Workers' Party）
- 芬兰 社会民主党
- 法國 工人国际法国支部
- 但泽自由市 但泽自由市社会民主党（英语：Social Democratic Party of the Free City of Danzig）
- 德国 德国社会民主党
- 格鲁吉亚 格鲁吉亚社会民主工党（英语：Social Democratic Party of Georgia）
- 英国 工党
- 英国 独立工党
- 希腊 希腊社会党（英语：Socialist Party of Greece）
- 匈牙利 匈牙利社会民主党
- 匈牙利 光明社会主义移民团体（英语：Világosság Socialist Emigrant Group）
- 冰島 社会民主党
- 義大利 意大利工人联合社会党（英语：Unitary Socialist Party (Italy, 1922)）
- 義大利 意大利社会党
- 拉脫維亞 拉脱维亚社会民主工人党
- 立陶宛 立陶宛社会民主党
- 盧森堡 卢森堡工人党
- 挪威 挪威社会民主工党（英语：Social Democratic Labour Party of Norway）
- 挪威 挪威工党
- 巴勒斯坦託管地 锡安工人
- 巴勒斯坦託管地 以色列地工人党
- 波蘭 波兰社会党
- 波蘭 波兰德意志族社会主义劳动党（英语：German Socialist Labour Party of Poland）
- 波蘭 独立社会主义工人党（英语：Independent Socialist Workers Party）
- 波蘭 波兰犹太工人总联盟（英语：General Jewish Labour Bund in Poland）
- 波蘭 乌克兰族社会主义-激进党（英语：Ukrainian Radical Party）
- 葡萄牙 葡萄牙社会党
- 羅馬尼亞 罗马尼亚社会民主党
- 俄羅斯 俄国社会民主工党（联合）
- 俄羅斯 社会革命党
- 西班牙 西班牙工人社会党
- 瑞典 瑞典社会民主工人党
- 瑞士 瑞士社会民主党
- 土耳其 独立社会党（英语：Independent Socialist Party (Turkey)）
- 乌克兰 乌克兰社会民主工党
- 乌拉圭 乌拉圭社会党
- 美国 美国社会党
- 南斯拉夫 南斯拉夫社会党（英语：Socialist Party of Yugoslavia）